# Moczydło (powiat wołomiński)
Moczydło (Kolonia Moczydło) – osada w Polsce położona w województwie mazowieckim, w powiecie wołomińskim, w gminie Tłuszcz.
Nazwę i rodzaj miejscowości ustalono z 1 stycznia 2016 r.
W latach 1975–1998 miejscowość administracyjnie należała do województwa ostrołęckiego.
Wierni Kościoła rzymskokatolickiego należą do parafii Błogosławionych Męczenników Podlaskich w Tłuszczu.